# 圣但尼迪贝埃朗
圣但尼迪贝埃朗（法語：Saint-Denis-du-Béhélan，法語發音：[sɛ̃ dəni dy be.elɑ̃]）是法国厄尔省的一个旧市镇，属于埃夫勒区。2016年，圣但尼迪贝埃朗与临近的3个市镇合并为新市镇马尔布瓦。

## 地理
圣但尼迪贝埃朗（48°52'31"N, 0°55'54"E）面积9.55 平方千米，位于法国诺曼底大区厄尔省，该省份为法国北部内陆省份，北起滨海塞纳省，西接奧恩省和卡爾瓦多斯省，南至厄尔-卢瓦省，东临瓦兹省、瓦兹河谷省和伊夫林省。
圣但尼迪贝埃朗的时区为UTC+01:00、UTC+02:00（夏令时）。

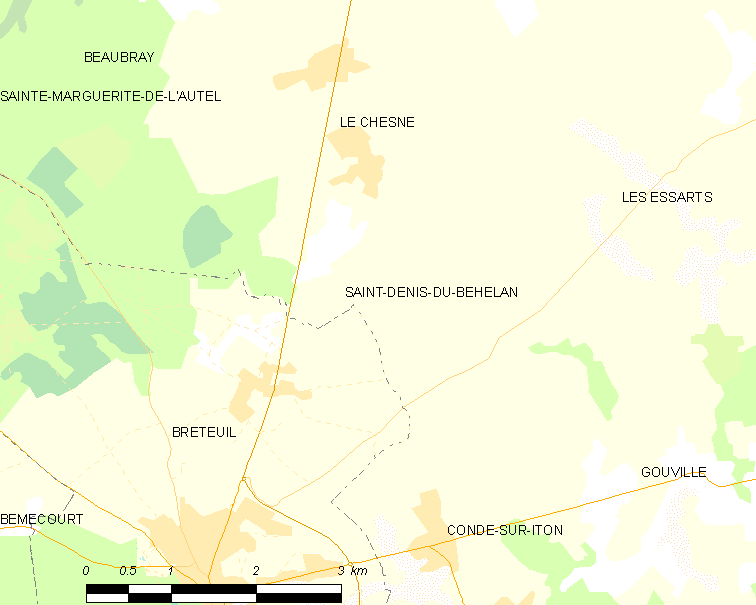
圣但尼迪贝埃朗的OSM定位图

## 行政
圣但尼迪贝埃朗的邮政编码为27160，INSEE市镇编码为27532。

## 政治
圣但尼迪贝埃朗所属的省级选区为布勒特伊县。

## 人口

1962-2008年间圣但尼迪贝埃朗人口变化图示

圣但尼迪贝埃朗于2018年1月1日时的人口数量为193人。